# Karamojong (peuple)
Pour les articles homonymes, voir Karamojong.
Les Karamojong sont un peuple nilotique d'Afrique de l'Est. Ils forment la majorité de la population vivant dans la région Karamoja au nord-est de l'Ouganda. Elles sont elles-mêmes divisées en plusieurs tribus (Bokora, Pian, Jie, Matheniko). Les Karamojong font partie du « Karamoja Cluster » qui regroupe des tribus de pays voisins tels que les Turkana au Kenya, ou d'autres tribus au sud de l'Éthiopie et le Sud-Soudan. Leur activité principale est l'élevage de bovins.

## Ethnonymie
Selon les sources et le contexte, on observe plusieurs variantes : Bakaramoja, Ikaramojong, Karamajong, Karama, Karamoja, Karamojongs, Karamojo, Karimajong, Karimojong, Karimojon, Ngakarimojong, Ngakarimongjong.
Ils se désignent eux-mêmes par le nom de ŋiKarimɔjɔŋ et appellent la langue ŋaKarimɔjɔŋ. Le pays des Karimojong est nommé Karimɔjɔŋ.

## Histoire
Le groupe ethnique aurait migré depuis l'Ethiopie vers 1600[réf. nécessaire].

## Langue
La langue parlée est le karamojong (ou ŋaKarimɔjɔŋ), langue tonale nilo-saharienne, dont le nombre de locuteurs était d'environ 260 000 lors du recensement de 2002.

## Culture
Les Karamojong réalisent des parures de tête élaborées, notamment à partir de plumes d'autruche.

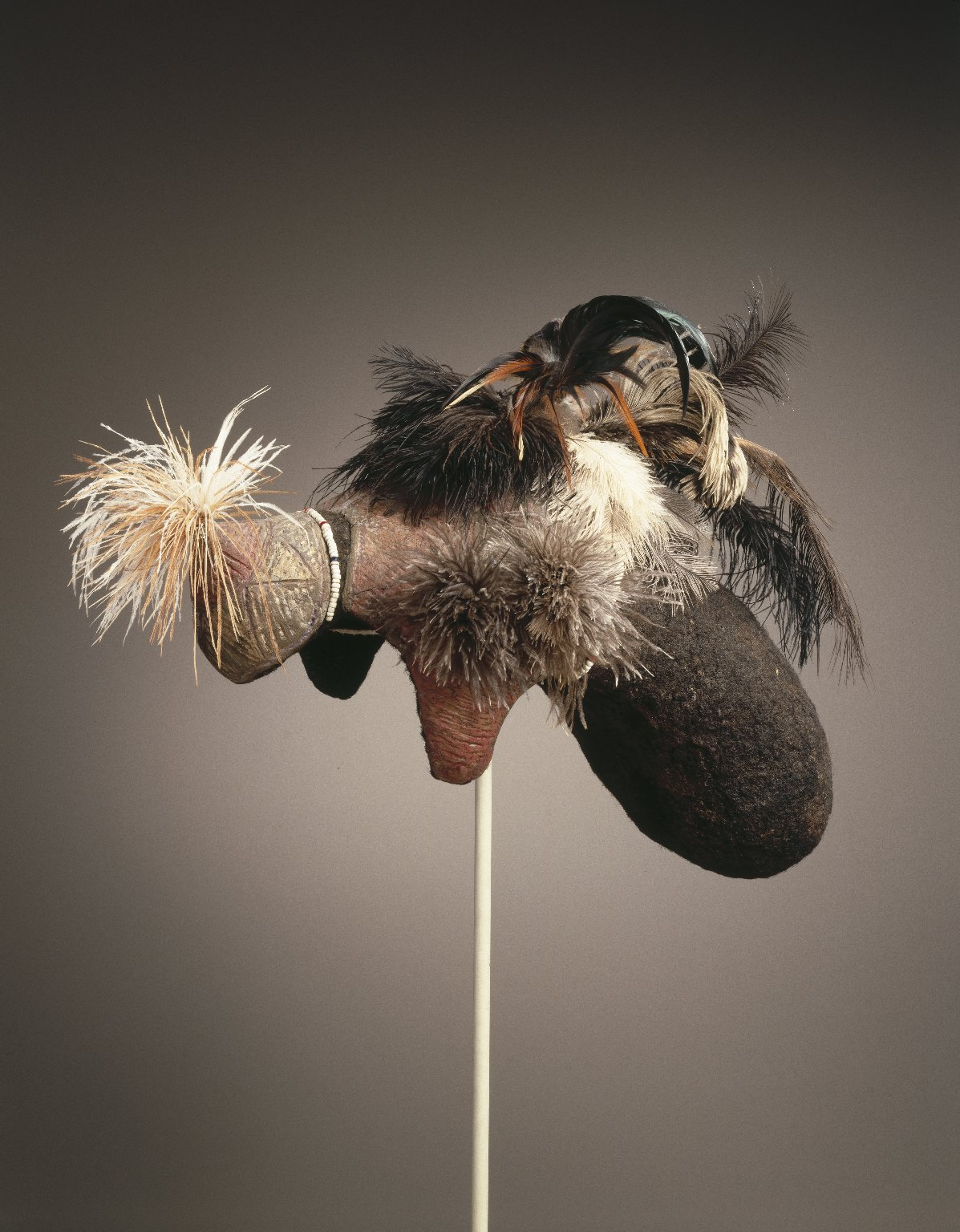
Coiffure Karamojong (est du Kenya)
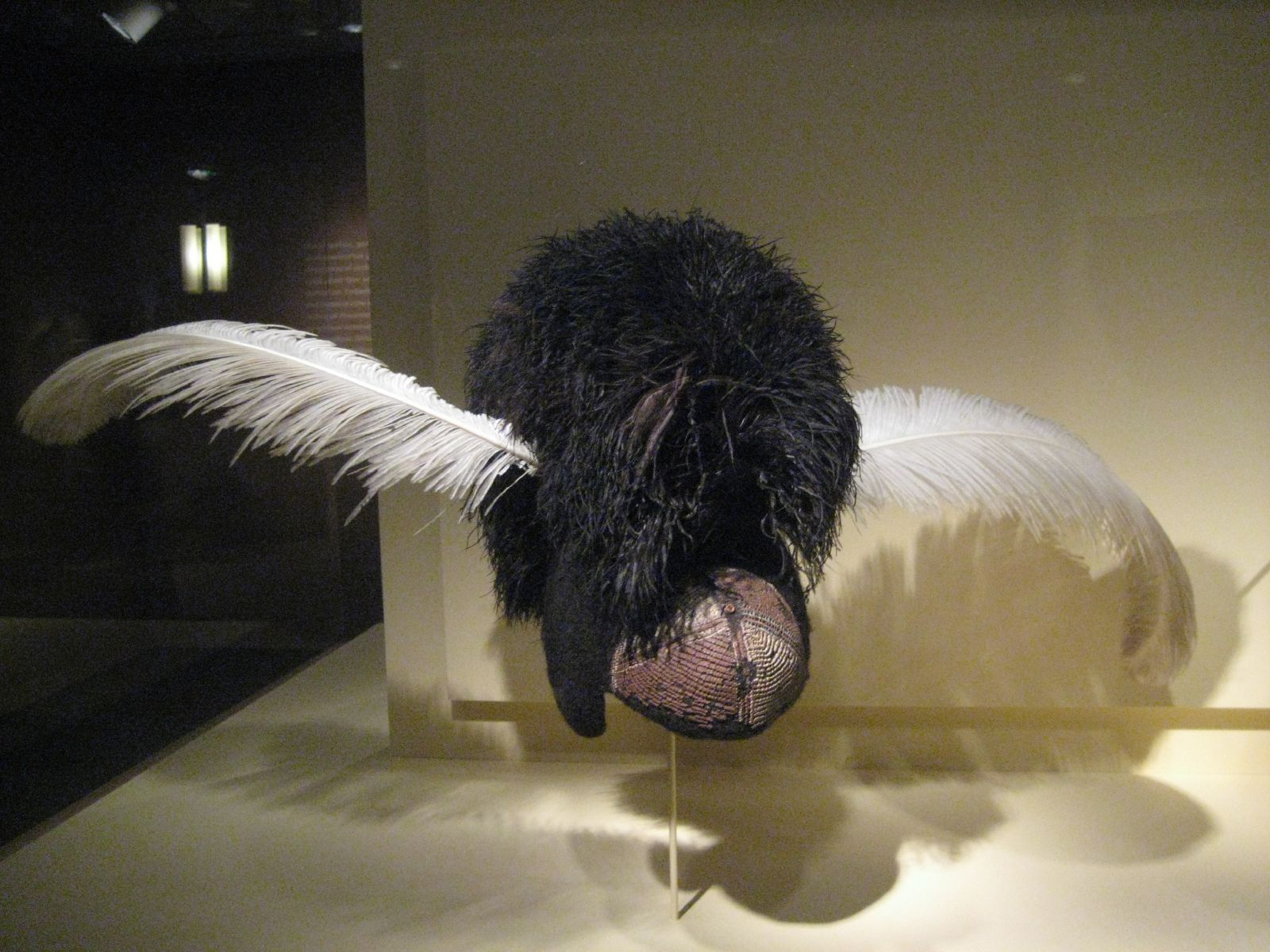
Couvre-chef d'homme en plumes d'autruche
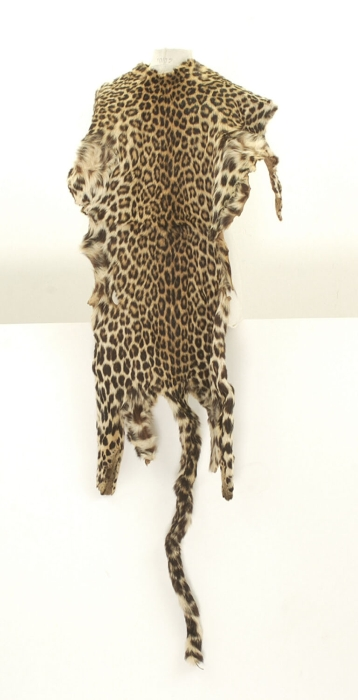
Peau de léopard portée sur les épaules
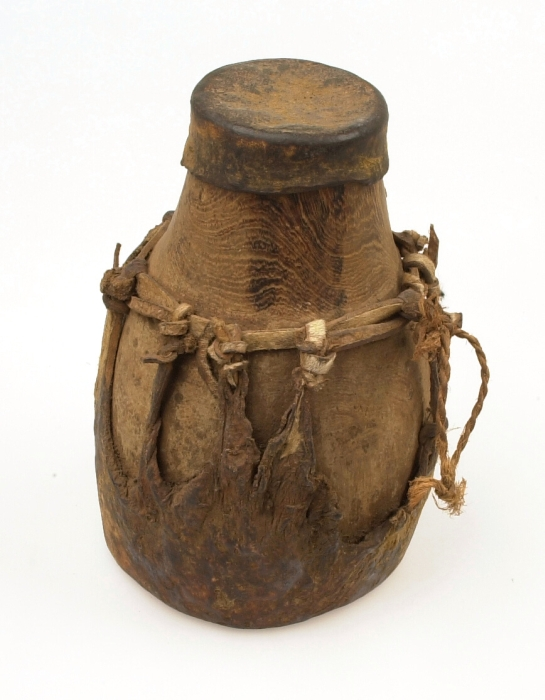
Pot à miel avec couvercle

Le journaliste et voyageur polonais Ryszard Kapuściński mentionne ce peuple sous le nom de Karamajongs dans son livre Ébène. Aventures africaines paru en 1998, où il relate ses voyages dans divers pays d'Afrique dans les années 1960 et 1970. Il y explique qu'à cette époque, les Ougandais de Kampala parlent avec embarras car les Karamajongs vivent nus et rechignent à porter des vêtements car ils les associent aux maladies propagées chez eux par les Européens habillés. Pendant sa dictature entre 1971 et 1979, Idi Amin Dada émet un décret condamnant à mort tout Karamajong surpris nu, de sorte que les Karamajongs prirent l'habitude de porter sur eux un balluchon afin de s'habiller lorsqu'ils apprenaient que l'armée était dans les parages et de se déshabiller ensuite. Kapuściński évoque aussi l'importance de l'élevage des vaches et le mysticisme qui leur est lié dans la culture karamajong (il rapproche ces traits culturels du peuple voisin des Iteso). Il détaille enfin les pratiques de razzias sur le bétail (cattle-raiding) telles que les lui décrit le missionnaire Albert. Ces expéditions visant à enlever des troupeaux aux peuples voisins se faisaient au départ à l'aide de piques et d'arcs, mais ces armes ont ensuite laissé la place aux armes automatiques et aux grenades, de sorte que ces accrochages qui faisaient auparavant peu de morts sont désormais beaucoup plus meurtriers.